# Ovaesemen, Karacabey
Ovaesemen là một xã thuộc huyện Karacabey, tỉnh Bursa, Thổ Nhĩ Kỳ. Dân số thời điểm năm 2011 là 363 người.